# کت اس۶۰

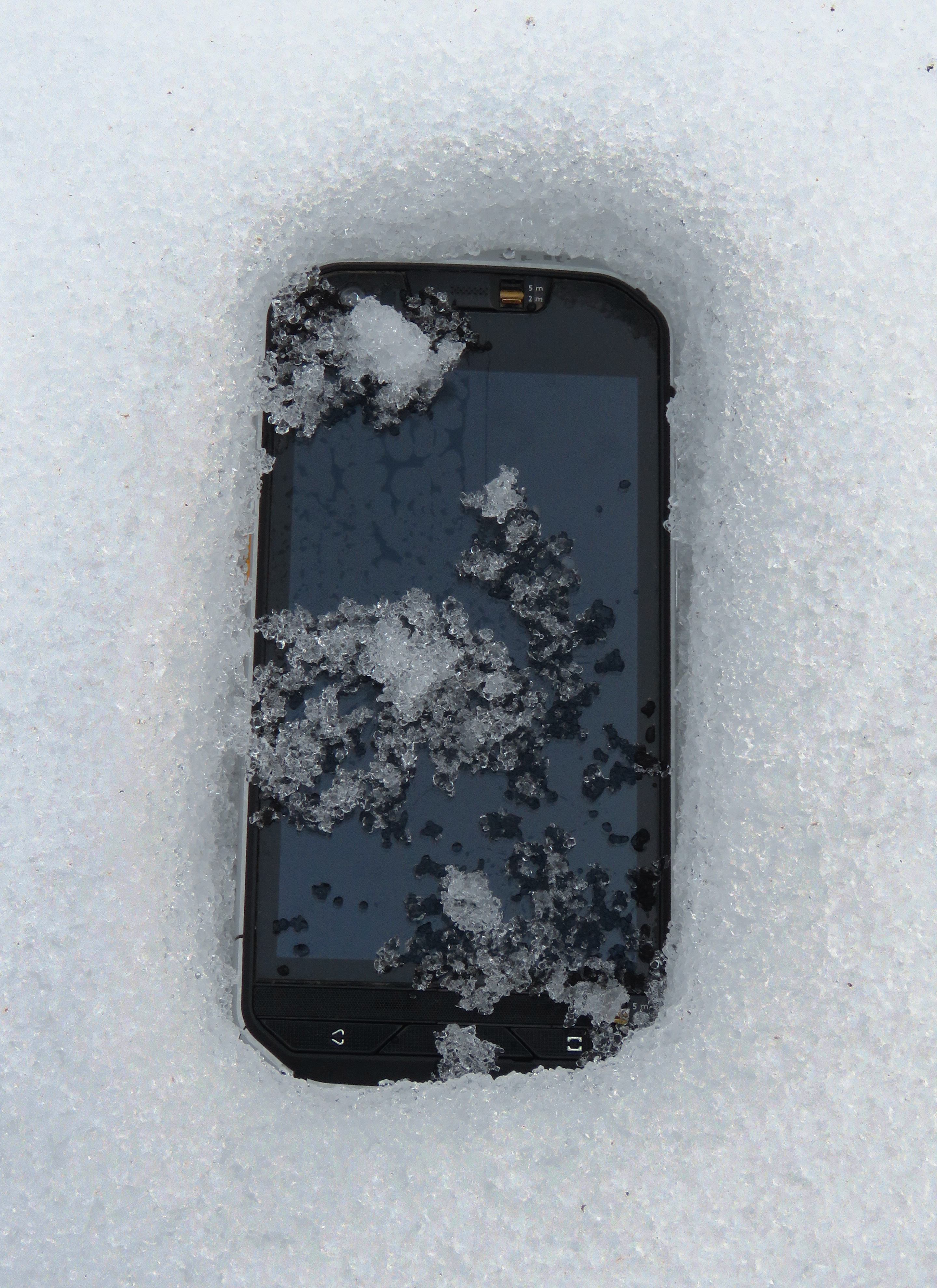
تصویر گوشی کت اس 60 در برف

کت اس۶۰ (انگلیسی: Cat S60) یک گوشی موبایل معرفی شده در ۲۰۱۶ توسط کاترپیلار به‌عنوان آخرین گوشی در خط گوشی‌های کت است. این گوشی اولین گوشی هوشمند است که شامل یک آشکارساز فروسرخ است و در حال حاضر ضدآب‌ترین گوشی هوشمند است.